# Västra Göinge domsaga
Västra Göinge domsaga var en domsaga i Kristianstads län. Den bildades 1861 genom delningen av Västra och Östra Göinge häraders domsaga.
Domsagan avskaffades den 1 januari 1971 i samband med tingsrättsreformen i Sverige och dess verksamhet överfördes till Hässleholms tingsrätt.
Domsagan lydde under hovrätten över Skåne och Blekinge.

## Tingslag
- Västra Göinge domsagas tingslag

## Häradshövdingar
- 1861–1872: Carl Johan Hultqvist
- 1873–1901: Johan Anders Areskoug
- 1901–1929: Ernst Håkanson
- 1929–1936: Ivan Anders Olof Björklund
- 1936–1958: Erik Leijonhufvud
- 1958–1970: Curt Carlon